# Slipstream (film 2005)
Slipstream è un film del 2005 diretto da David van Eyssen.

## Trama
Stuart Conway (Sean Astin) ha sviluppato un dispositivo portatile per viaggiare nel tempo simile a un cellulare chiamato Slipstream che consente all'utente di viaggiare indietro nel tempo di 10 minuti interfacciandosi con un'antenna regionale del sistema cellulare. In un primo momento, utilizza il dispositivo principalmente per cercare, anche se senza successo, di fissare un appuntamento con un'impiegata di banca.
L'ultima volta che tenta di utilizzare il dispositivo è quando un gruppo di rapinatori di banche comandato da Winston Briggs (Vinnie Jones) si precipita in banca e chiede i soldi dal caveau. Al momento, l'agente dell'FBI Sarah Tanner (Ivana Miličević) e il suo partner Jake (Kevin Otto) sono in banca per seguire Stuart. Tanner inizia uno scontro a fuoco contro il consiglio di Jake di lasciar perdere. Entrambi gli agenti sono armati di pistole, mentre i criminali impugnano armi automatiche. Alla fine del combattimento, Jake viene colpito e ucciso perché ha inseguito i criminali fuori dalla banca.
Durante il combattimento, Stuart era stato colpito al petto da un proiettile vagante. Prima di morire, Stuart riporta Sarah e se stesso indietro nel tempo prima della rapina in banca e Sarah cerca invano di sventare la rapina. Sfortunatamente, Briggs prende il dispositivo Slipstream come souvenir. Stuart e Sarah si rendono conto che è solo questione di tempo prima che Briggs e i suoi amici scoprano il vero potenziale del dispositivo.
Quello che ne segue è un inseguimento in auto ad alta velocità dei criminali, un dirottamento di un autobus, una sparatoria in autostrada e una sparatoria dentro a un aereo di linea commerciale che sta per essere abbattuto.
Verso la fine, Stuart studia un modo per prolungare la durata del Slipstream e riuscendoci è ora in grado di invertire l'intera sequenza di eventi perché, essendo in volo, ha accesso a molti sistemi di ripetizione dei cellulari e quindi non è limitato ai soli 10 minuti di tempo: Briggs colpisce un finestrino dell'aereo che perde la stabilità e inizia a precipitare, ma per fortuna, quando ormai sembra tutto perduto e l'aereo sta esplodendo, Stuart riavvolge il tempo fino a poco prima della rapina in banca, portando Sarah con sé, ma anche Briggs che si aggrappa e viene riavvolto.
Tornati al momento in cui Stuart parla con l'impiegata di banca, questa volta Briggs decide di non rapinare la banca perché sa cosa succederà e che tutti i suoi uomini moriranno, Stuart riesce ad avere un appuntamento con la cassiera e scappa dalla banca usando il dispositivo Slipstream quando, uscendo dalla banca, sta per essere arrestato. Sarah è sollevata dal fatto che il suo partner sia di nuovo vivo e decide di lasciare andare Stuart perché sa che è innocuo.
Il film si conclude con Stuart che si diverte usando il dispositivo Slipstream presso una piscina.

## Distribuzione
Il film è uscito negli USA il 12 febbraio 2005.